# Tierra de Chełmno
La tierra de Chełmno (en polaco: Ziemia Chełmińska; en alemán: Culmer Land o Kulmerland; prusiano antiguo: Kulma; en lituano: Kulmo žemė) es una región histórica localizada en la parte norcentral de la actual Polonia.
La tierra de Chełmno recibe su nombre de la ciudad de Chełmno (históricamente también conocida como Culm). La ciudad más grande en la región es Toruń; otra gran ciudad es Grudziądz. Está localizada en la ribera derecha del Vístula, desde la boca del Drwęca (frontera sur) al Osa (frontera norte). Hace frontera al este con la Tierra de Lubawa.
La región, según el periodo y la interpretación, puede considerase parte de regiones más amplias: Mazovia, Pomerania o Prusia. Actualmente, en Polonia está clasificada como parte de Pomerania, debido a sus fuertes conexiones con Gdańsk Pomerania en siglos recientes, junto a la que recibe el nombre de Pomerania del Vistula (Pomorze Nadwiślańskie), a pesar de que también mantiene vínculos con la vecina Cuyavia. Como resultado, forma parte del voivodato de Cuyavia y Pomerania, a pesar de que una parte pequeña de la tierra de Chełmno pertenece al voivodato de Varmia y Masuria. Inicialmente fue la parte más occidental de Mazovia dentro de la Polonia medieval, especialmente después de la fragmentación de Polonia. Según la historiografía alemana, es parte de Prusia, pese a no formar parte de la Prusia precristiana, y no haber sido habitada por prusianos, sino por eslavos lechitas, que en el siglo X contribuyeron a la creación del emergente estado polaco.

## Historia

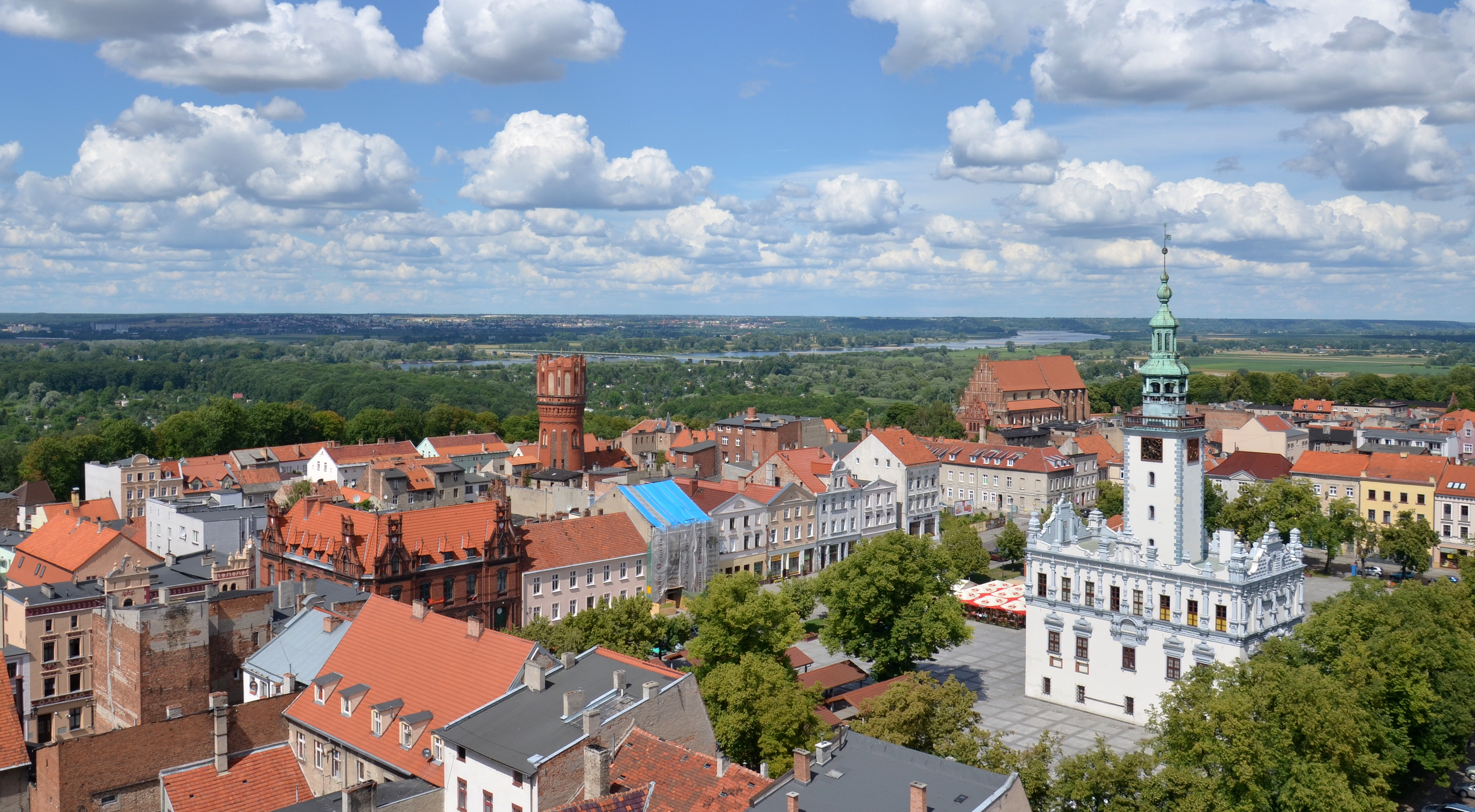
Chełmno, la capital histórica de tierra de Chełmno.

La primera mención histórica sobre Chełmno y la tierra de Chełmno es de 1065 cuando Boleslao II de Polonia concedió un privilegio fiscal a una abadía en un cercano Mogilno. Los documentos mencionan Chełmno ("Culmine") junto con otras ciudades qué entonces pertenecían a Mazovia. El área, siendo la más cercana a los polanos, etsba poblado por cuyavios lechitas y otras tribus de la Gran Polonia. Los mazovios eran dirigidos por Masos, que abandonó al duque Boleslao I y buscó refugio con los prusianos. Cuando la región fue sometido por los gobernantes polanos, Chełmno se convirtió en una castellanía (kasztelania). La tierra de Chełmno fue cristianizada en el siglo XI.
Según el testamento del duque Boleslao III, la tierra de Chełmno, después de su muerte en 1138, pasó a formar parte del ducado de Mazovia gobernado por su hijo Boleslao IV el Rizado y sus descendientes durante la fragmentación feudal de Polonia.
Durante el siglo XIII el territorio fue el objeto de ataques de los prusianos paganos, que saquearon Chełmno, la ciudad principal de la provincia, en 1216. En 1220 Conrado I de Mazovia, junto con otros duques polacos, dirigió la reconquista parcial de la provincia, pero el proyecto de establecer una defensa común falló debido a conflictos entre los duques. Conrado invitó entonces a los caballeros de Dobrzyń a Mazovia, donde en 1224 construyeron un castillo en Dobrzyń desde el que atacar a los prusianos. Como resultado, el territorio fue otra vez devastado por los ataques prusianos, lo que llevó a la despoblación de la provincia.

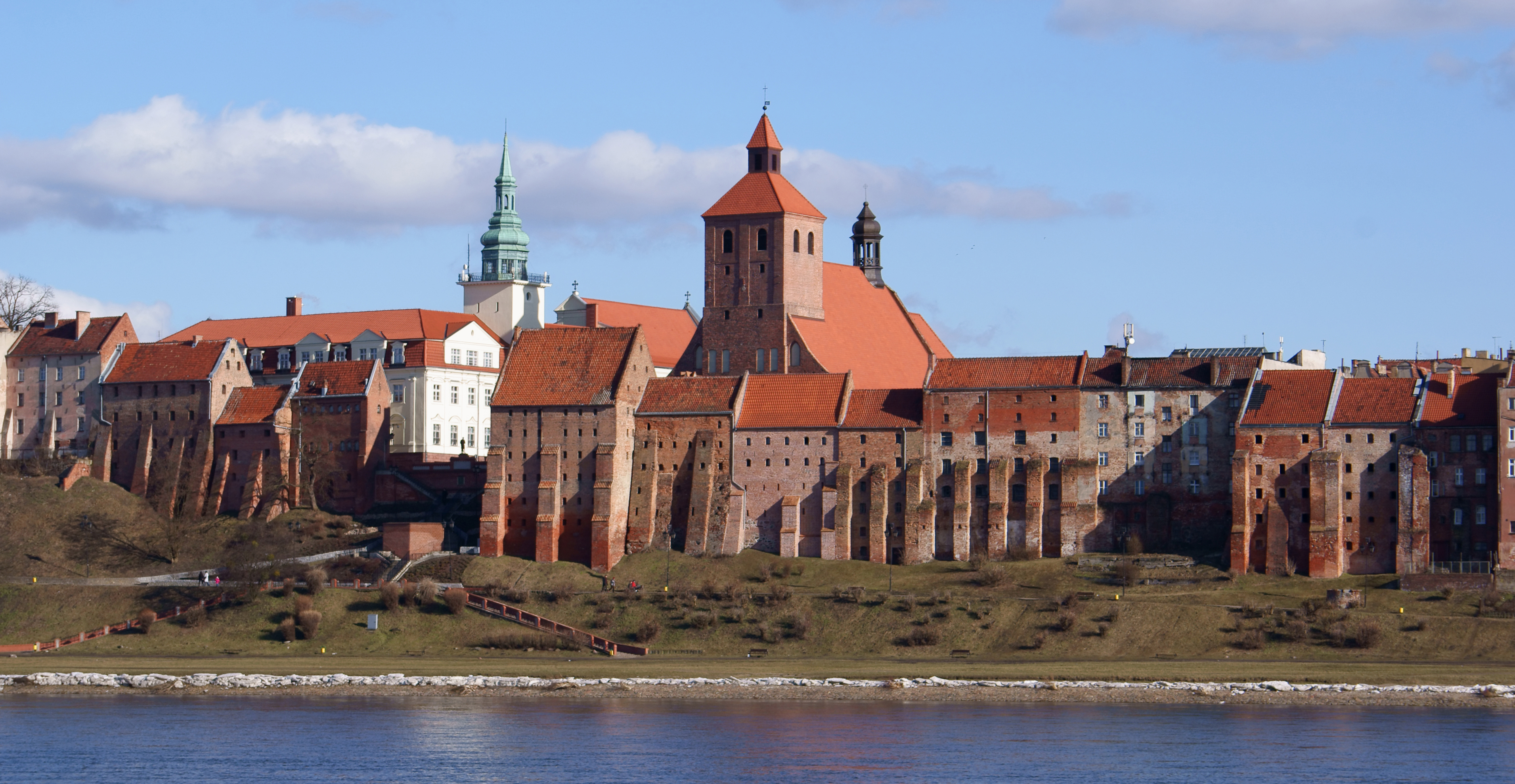
Graneros de Grudziądz, uno de los hitos más famosos de la región

Conrado , Inmerso en luchas dinásticas en toda Polonia y demasiado débil para combatir a los prusianos, necesitaba proteger sus fronteras, ya que su territorio de Mazovia peligraba también después de que los prusianos sitiaran Płock. Conrado cedió la tierra de Chełmno a los caballeros teutónicos como feudo, entregándoles Nieszawa de inicio. Llevó también colonos alemanes a Płock. Ese territorio constituyó la base del Estado monástico de los Caballeros Teutónicos, y la base de su posterior conquista de Prusia.
La Orden obtuvo una bula Imperial del emperador Federico II antes de entrar en Prusia. En 1243 el legado papal Guillermo de Modena dividió Prusia en cuatro diócesis bajo el arzobispo de Riga, una de las cuales fue la diócesis de Culm (Chełmno).

Escudo del antiguo Voivodato de Chełmno

En 1440 se fundó la Confederación Prusiana, de orientación antiteutónica, en la que figuraban las ciudades de tierra de Chełmno Toruń, Chełmno, Grudziądz y Brodnica. En 1454 la confederación inició una revuelta contra la Orden teutónica y solicitó al rey polaco Casimiro IV Jagellón la incorporación de la región a Polonia. El rey estuvo de acuerdo y firmó un acta de incorporación, tras lo que estalló la guerra de los Trece Años, que concluyó con victoria polaca. La firma de la Segunda Paz de Toruń en 1466, confirmó el regreso de la tierra de Chełmno a la Corona polaca. Administrativamente formó el voivodato de Chełmno, perteneciente a la provincia de Prusia Real, incluyéndose más tarde en la provincia de Gran Polonia de la Corona polaca. Su capital fue Chełmno, mientras que la ciudad más grande era Toruń, que como ciudad real se convirtió en una de las ciudades más grandes y ricas de Polonia, y en la que tuvieron lugar acontecimientos significativos de la historia de Polonia. (En 1997 la «ciudad medieval de Toruń» fue designada Patrimonio de la Humanidad por la UNESCO y en 2007 su centro histórico fue añadido a la lista de las Siete maravillas de Polonia.)

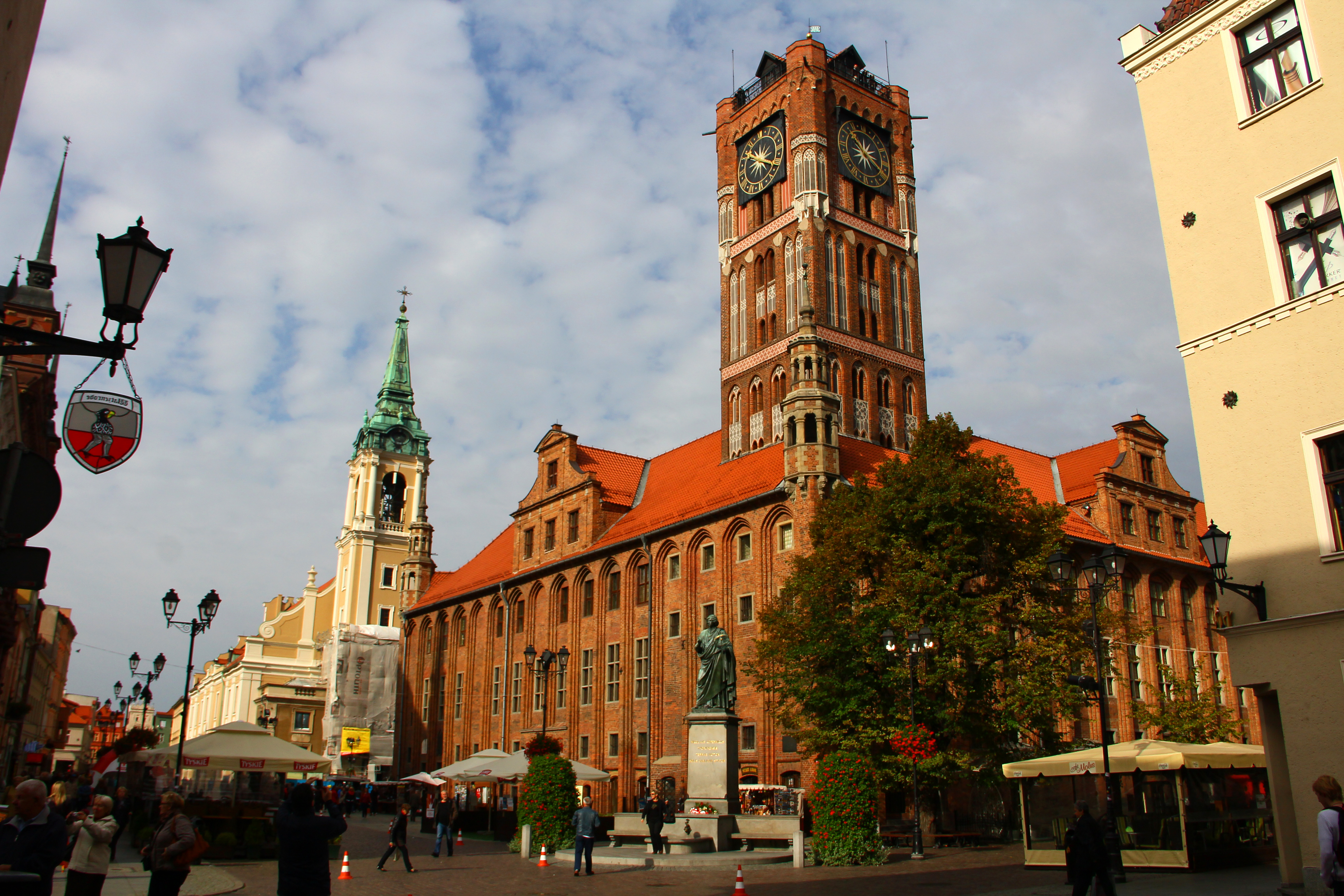
Durante siglos, Toruń ha sido la ciudad más grande en la Tierra de Chełmno.

En 1772, como resultado de la primera partición de Polonia, la Tierra de Chełmno (con la excepción de Toruń, anexionada en 1793) fue incorporada al reino de Prusia. Entre 1807 y 1815 formó parte del Gran Ducado de Varsovia, llegando a ser Toruń la capital provisional del ducado. En 1815, nuevamente pasó a manos prusianas, primero como parte del Gran Ducado de Posen, y a partir de 1817 de la provincia de Prusia Occidental.
Tras el tratado de Versailles, la Tierra de Chełmno fue devuelta a Polonia en enero de 1920, después de que los polacos recuperaran su independencia en 1918. En el período de entreguerras perteneció al voivodato de Pomerania con la capital en Toruń. Fue ocupada después de la Invasión de Polonia en septiembre de 1939 por la Alemania nazi y unilateralmente anexionado en octubre, sin reconocimiento internacional. Durante la ocupación, los alemanes llevaron a cabo la Intelligenzaktion, la eliminación masiva planificada de la élites polacas locales. Ya en otoño de 1939, aproximadamente 23000 polacos fueron asesinados. En enero de 1945 fue capturada por el Ejército Rojo, lo que puso fin la ocupación alemana de esa parte de Polonia.

## Ciudades y poblaciones
La región está actualmente habitada por unas 650 000 personas. Hay 14 grandes ciudades y ciudades en la región. Las mayores son Toruń y Grudziądz.
- Brodnica
- Chełmno
- Chełmża
- Golub-Dobrzyń
- Grudziądz
- Jabłonowo Pomorskie
- Kowalewo Pomorskie
- Lidzbark
- Lubawa
- Łasin
- Nowe Miasto Lubawskie
- Radzyń Chełmiński
- Toruń
- Wąbrzeźno